# USS Dragonet (SS-293)
USS Dragonet (SS-293) là một  tàu ngầm lớp Balao từng phục vụ cùng Hải quân Hoa Kỳ trong Chiến tranh Thế giới thứ hai. Nó là chiếc tàu chiến duy nhất của Hải quân Hoa Kỳ được đặt cái tên này, theo tên họ Cá đàn lia. Nó đã phục vụ trong suốt Thế Chiến II và thực hiện được ba chuyến tuần tra trước khi được cho ngừng hoạt động sau khi xung đột chấm dứt vào năm 1946. Con tàu cuối cùng bị đánh chìm như một mục tiêu ngoài khơi vịnh Chesapeake vào năm 1961. Dragonet được tặng thưởng hai Ngôi sao Chiến trận do thành tích phục vụ trong Thế Chiến II.

## Thiết kế và chế tạo
Thiết kế của lớp Balao được cải tiến dựa trên  tàu ngầm lớp Gato dẫn trước, là một kiểu tàu ngầm hạm đội có tốc độ trên mặt nước cao, tầm hoạt động xa và vũ khí mạnh để tháp tùng hạm đội chiến trận. Khác biệt chính so với lớp Gato là ở cấu trúc lườn chịu áp lực bên trong dày hơn, và sử dụng thép có độ đàn hồi cao (HTS: High-Tensile Steel), cho phép lặn sâu hơn đến 400 ft (120 m). Con tàu dài 311 ft 9 in (95,02 m) và có trọng lượng choán nước 1.526 tấn Anh (1.550 t) khi nổi và 2.424 tấn Anh (2.463 t) khi lặn. Chúng trang bị động cơ diesel dẫn động máy phát điện để cung cấp điện năng cho bốn động cơ điện, đạt được công suất 5.400 shp (4.000 kW) khi nổi và 2.740 shp (2.040 kW) khi lặn, cho phép đạt tốc độ tối đa 20,25 hải lý trên giờ (37,50 km/h) và 8,75 hải lý trên giờ (16,21 km/h) tương ứng. Tầm xa hoạt động là 11.000 hải lý (20.000 km) khi đi trên mặt nước ở tốc độ 10 hải lý trên giờ (19 km/h) và có thể hoạt động kéo dài đến 75 ngày.
Tương tự như lớp Gato dẫn trước, lớp Balao được trang bị mười ống phóng ngư lôi 21 in (530 mm), gồm sáu ống trước mũi và bốn ống phía phía đuôi tàu, chúng mang theo tối đa 24 quả ngư lôi. Vũ khí trên boong tàu gồm một hải pháo 4 inch/50 caliber, một khẩu pháo phòng không Bofors 40 mm nòng đơn và một khẩu đội Oerlikon 20 mm nòng đôi, kèm theo hai súng máy .50 caliber. Trên tháp chỉ huy, ngoài hai kính tiềm vọng, nó còn trang bị ăn-ten radar SD phòng không và SJ dò tìm mặt biển. Tiện nghi cho thủy thủ đoàn bao gồm điều hòa không khí, thực phẩm trữ lạnh, máy lọc nước, máy giặt và giường ngủ cho hầu hết mọi người, giúp họ chịu đựng cái nóng nhiệt đới tại Thái Bình Dương cùng những chuyến tuần tra kéo dài đến hai tháng rưỡi.
Dragonet được đặt lườn tại xưởng tàu của hãng Cramp Shipbuilding Company ở Philadelphia, Pennsylvania vào ngày 28 tháng 4, 1942. Nó được hạ thủy vào ngày 18 tháng 4, 1943, được đỡ đầu bởi bà John E. Gingrich, và được cho nhập biên chế cùng Hải quân Hoa Kỳ vào ngày 6 tháng 3, 1944 dưới quyền chỉ huy của Hạm trưởng, Thiếu tá Hải quân Jack Hayden Lewis.

## Lịch sử hoạt động

### 1944
Sau khi hoàn tất việc chạy thử máy huấn luyện tại các vùng biển ngoài khơi New London, Connecticut và Newport, Rhode Island, Dragonet tham gia một loạt các cuộc thử nghiệm mìn sâu ngoài khơi Portsmouth, New Hampshire từ tháng 4 đến tháng 6, 1944. Sau đó nó chuẩn bị để được điều động sang khu vực Mặt trận Thái Bình Dương. Nó khởi hành từ Căn cứ Tàu ngầm Hải quân New London băng qua kênh đào Panama và đi đến Trân Châu Cảng vào ngày 9 tháng 10.

#### Chuyến tuần tra thứ nhất
Dragonet lên đường vào ngày 1 tháng 11 cho chuyến tuần tra đầu tiên tại khu vực quần đảo Kuril và biển Okhotsk. Vào sáng sớm ngày 15 tháng 12, đang khi di chuyển ngầm dưới nước về phía Nam đảo Matsuwa, nó va phải một dãi đá ngầm không được thể hiện trên hải đồ, làm thủng lườn tàu chịu áp lực tại phòng ngư lôi phía trước khiến ngăn này hoàn toàn bị ngập nước. Nó buộc phải trồi lên mặt nước lúc 08 giờ 45 phút tại vị trí chỉ cách một sân bay tại Matsuwa 4 dặm (6,4 km), và phải nhanh chóng rút lui ra khỏi khu vực nguy hiểm. Sau khi sửa chữa khẩn cấp, nó lên đường quay trở về căn cứ, về đến Midway vào ngày 20 tháng 12.

### 1945

#### Chuyến tuần tra thứ hai
Sau khi được đại tu tại Xưởng hải quân Mare Island, Vallejo, California, Dragonet quay trở lại Trân Châu Cảng vào ngày 2 tháng 4, 1945. Nó lên đường vào ngày 19 tháng 4 cho chuyến tuần tra thứ hai, ghé đến Guam từ ngày 1 đến ngày 3 tháng 5 để được tiếp thêm nhiên liệu, rồi làm nhiệm vụ tìm kiếm và giải cứu hỗ trợ cho các chiến dịch không kích xuống các đảo chính quốc Nhật Bản. Nó đã cứu vớt bốn thành viên đội bay Không lực Lục quân bị bắn rơi trước khi quay trở về Guam để được tái trang bị từ ngày 10 tháng 6 đến ngày 8 tháng 7.

#### Chuyến tuần tra thứ ba
Trong chuyến tuần tra thứ ba từ ngày 8 tháng 7 đến ngày 17 tháng 8, Dragonet phục vụ kết hợp nhiệm vụ tìm kiếm và giải cứu với hoạt động đánh phá tàu bè đối phương trong eo biển Bungo. Tuy nhiên nó không tìm thấy mục tiêu nào phù hợp, nên chỉ cứu vớt được một phi công bị bắn rơi gần Okino Shima trước khi Nhật Bản chấp nhận đầu hàng vào ngày 15 tháng 8, giúp chấm dứt vĩnh viễn cuộc xung đột. Nó quay trở về Saipan trước khi tiếp tục đi đến Trân Châu Cảng, rồi tiếp tục đi về vùng bờ Tây, đến San Francisco.

### 1946 - 1961

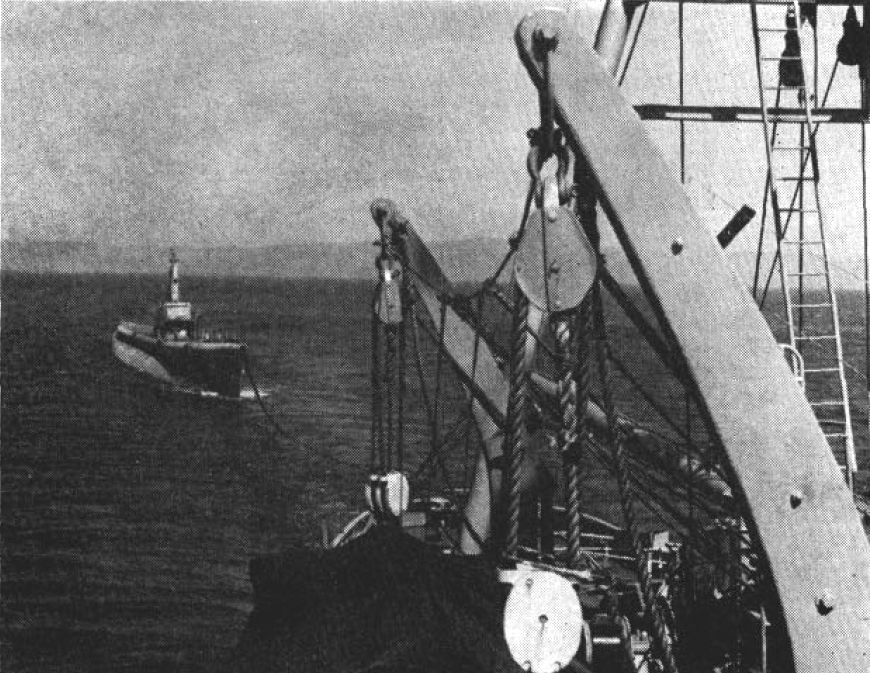
Dragonet đang được kéo sang Norfolk vào năm 1961.

Dragonet được cho xuất biên chế tại Xưởng hải quân Mare Island vào ngày 16 tháng 4, 1946, và được đưa về Hạm đội Dự bị Thái Bình Dương, neo đậu tại Trân Châu Cảng. Vào đầu năm 1961, nó được chiếc tàu kéo Takelma (ATF-113) kéo sang Norfolk, Virginia, rồi được rút tên khỏi danh sách Đăng bạ Hải quân vào ngày 1 tháng 6, 1961. Con tàu cuối cùng bị loại bỏ như một mục tiêu thử nghiệm, bị đánh chìm bởi chất nổ trong vịnh Chesapeake vào ngày 17 tháng 9, 1961.

## Phần thưởng
Dragonet được tặng thưởng hai Ngôi sao Chiến trận do thành tích phục vụ trong Thế Chiến II.
|  |                           |  |
|  | Bronze star · Bronze star |  |

| Dãi băng Hoạt động Tác chiến  |                                                                         |                                      |
| Huân chương Chiến dịch Hoa Kỳ | Huân chương Chiến dịch Châu Á-Thái Bình Dương với 2 Ngôi sao Chiến trận | Huân chương Chiến thắng Thế Chiến II |